# 史蒂夫·克里斯托夫
史蒂夫·克里斯托夫（英語：Steve Christoff，1958年1月23日—），美国男子冰球运动员，场上位置是前锋。他曾代表美国国家队参加1980年冬季奥林匹克运动会冰球比赛，获得一枚金牌。